# Highland Express

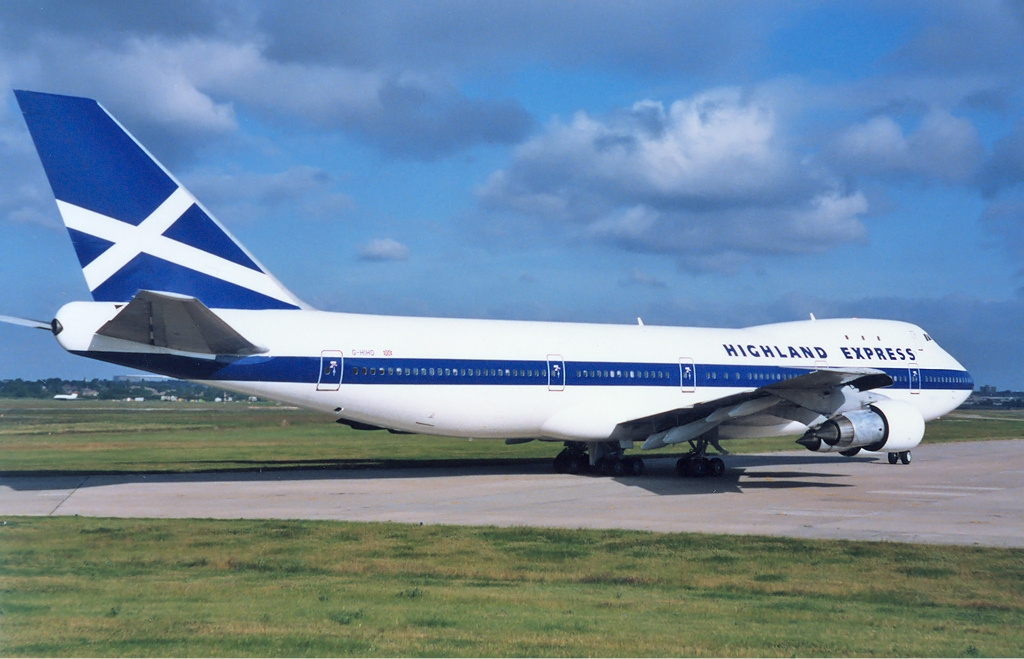
Highland Express Boeing 747-100.

Highland Express était une compagnie aérienne écossaise basée sur l'aéroport international de Glasgow Prestwick.
La compagnie, créée en 1984, cessa ses activités le 11 décembre 1987.

## Flotte
La compagnie opérait avec un unique Boeing 747-123 (numéro constructeur 20108) immatriculé "G-HIHO".

## Note
1. ↑  in Airliner World - May 2006, page 64